# Gérardmer
Gérardmer [ʒeʁaʁme] es una comuna francesa perteneciente al departamento de Vosgos, en la región del Gran Este. Es la cabecera (bureau centralisateur en francés) del cantón de su mismo nombre.

## Demografía
| 8970 | 9326 | 9471 | 9106 | 8951 | 8845 |
| Para los censos de 1962 a 1999 la población legal corresponde a la población sin duplicidades (Fuente: INSEE [Consultar]) |      |      |      |      |      |

Su población en el censo de 1999 era de 8845 habitantes. La aglomeración urbana –que también incluye Xonrupt-Longemer– tenía 10 344 habitantes.